# Cuixcuatitla
Cuixcuatitla är en ort i Mexiko.   Den ligger i kommunen Tamazunchale och delstaten San Luis Potosí, i den sydöstra delen av landet, 210 km norr om huvudstaden Mexico City. Cuixcuatitla ligger 123 meter över havet och antalet invånare är 705.
Terrängen runt Cuixcuatitla är varierad. Runt Cuixcuatitla är det ganska tätbefolkat, med 67 invånare per kvadratkilometer. Närmaste större samhälle är Tamazunchale, 4,9 km sydväst om Cuixcuatitla. I omgivningarna runt Cuixcuatitla växer huvudsakligen savannskog.